# Serie 2000/2050/2080 de CP
La serie 2000 / 2050 / 2080 es un tipo de automotor al servicio de la empresa pública que gestiona el transporte ferroviario en Portugal - CP (Comboios de Portugal).

## Características técnicas
Partes Mecánicas (fabricante): Sorefame
Año de Entrada en Servicio: 1957
Velocidad Máxima: 90 km/h
Motores de Tracción (fabricante): Groupment D'electrification
Potencia (ruedas): 1333 kW (1810 Cv)
Ancho de Via: 1668 mm
Disposición de ejes: Bo' Bo' +2´2´+2´2´
Transmisión (fabricante): Siemens / AEG / Oerlinkon
Freno (fabricante): Jourdain Monneret
Tipo de locomotora (constructor): U. T. Y.
Diámetro de ruedas (nuevas): motor: 1000 mm; remolques: 840 mm
Número de cabinas de conducción: 2
Freno automático: aire comprimido
Areneros (número): 8
Sistema de hombre muerto: Oerlikon / SITA
Comando en unidades múltiples: Hasta 3 U. T. Y.s
Lubrificadores de verdugos (fabricante): no tiene
Registrador de velocidad (fabricante): Hasler
Esfuerzo de tracción:
- En el arranque: 11 650 kg
- En el reg. cont.: 6700 kg
- Velocidad correspondiente a régimen continuo: 70 km/h
- Esfuerzo de tracción a velocidad máxima: 4400 kg

Pesos (vacío) (Tm):
- Transformador: 4,4
- Motor de tracción: 1,500
- Bogies (motor): 11,5
- Bogies (libres): 4,5

Pesos (aprovisionamientos) (Tm):
- Aceite del transformador: 0,800
- Arena: 0,300
- Personal y herramientas: 0,200
- Agua de WC: 0,900
- Total: 2,200

Equipamiento Eléctrico de Tracción:
- Transformador:
- Constructor: BBC
- Potencia total: 1000 kVA
- Graduador:
- Constructor y tipo: AEG - ENW 22 F2

Transmisión de movimiento:
- Tipo: OSA 750
- Potencia en régimen continuo: 4 x 250 = 1000 kW
- Potencia en régimen unihorario: 4 x 275 = 1100 kW
- Características Esenciales: Totalmente suspendido; Ventilación forzada; Monofásico con colector 50 Hz; Relación de Transmisión 80:21

Equipamiento de aporte eléctrico:
- Constructor: Groupement
- Características esenciales: por resistencias tubulares

## Fotografías
- Wikimedia Commons alberga una categoría multimedia sobre Serie 2000/2050/2080 de CP.

- Datos: Q2931919
- Multimedia: Portuguese train type 2000 / Q2931919